# 1932 Jansky
1932 Jansky este un asteroid din centura principală, descoperit pe 26 octombrie 1971 de Luboš Kohoutek.